# Small Talk (bài hát)
"Small Talk" (tạm dịch: "Cuộc trò chuyện nhỏ") là một bài hát của ca sĩ người Mỹ Katy Perry, được phát hành dưới dạng đĩa đơn độc lập của Capitol Records vào ngày 9 tháng 8 năm 2019. Nó đã được công bố trong một bài đăng trên mạng xã hội vào ngày 6 tháng 8 năm 2019. Perry đồng sáng tác bài hát với Jacob Kasher và các nhà sản xuất Charlie Puth và Johan Carlsson của Carolina Liar.
"Small Talk" đã tác động ít ỏi đến các bảng xếp hạng sau khi phát hành. Ca khúc đã ra mắt và đạt vị trí thứ 81 trên Billboard Hot 100 của Hoa Kỳ. Ở Canada, bài hát đạt đỉnh 56, trong khi đạt số 33 ở Úc. Trên bảng xếp hạng đĩa đơn của Anh, nó đạt vị trí thứ 43, trong khi thành công hơn về mặt thương mại ở Scotland, nơi nó lọt vào top 20 và đạt vị trí thứ 18.
Một video âm nhạc của đạo diễn Tanu Muino đã được phát hành vào ngày 30 tháng 8 và có chú chó Nugget của cô.

## Danh sách bài hát
- Tải xuống kỹ thuật số và phát trực tuyến

1. "Small Talk" - 2:42

- Tải xuống và phát trực tuyến kỹ thuật số (Lost Kings Remix) [5]

1. "Small Talk" (Lost Kings Remix) - 2:52

- Tải xuống và phát trực tuyến kỹ thuật số (Sofi Tukker Remix) [6]

1. "Small Talk" (Sofi Tukker Remix) - 3:12

- Tải xuống và phát trực tuyến kỹ thuật số (White Panda Remix) [7]

1. "Small Talk" (Remix Panda Remix) - 3:12

## Xếp hạng
| Bảng xếp hạng (2019)                   | Vị trí cao nhất |
| -------------------------------------- | --------------- |
| Úc (ARIA)                              | 33              |
| Bỉ (Ultratip Flanders)                 | 9               |
| Bỉ (Ultratip Wallonia)                 | 21              |
| Canada (Canadian Hot 100)              | 56              |
| China Airplay/FL (Billboard)           | 13              |
| Cộng hòa Séc (Singles Digitál Top 100) | 41              |
| Ireland (IRMA)                         | 36              |
| Lithuania (AGATA)                      | 20              |
| Hà Lan (Single Top 100)                | 86              |
| Mexico Airplay (Billboard)             | 36              |
| New Zealand Hot Singles (RMNZ)         | 1               |
| Bồ Đào Nha (AFP)                       | 93              |
| Scotland (OCC)                         | 18              |
| Slovakia (Rádio Top 100)               | 64              |
| Slovakia (Singles Digitál Top 100)     | 33              |
| Thụy Điển (Sverigetopplistan)          | 62              |
| Thụy Sĩ (Schweizer Hitparade)          | 91              |
| Anh Quốc (OCC)                         | 43              |
| Hoa Kỳ Billboard Hot 100               | 81              |
| Hoa Kỳ Adult Pop Airplay (Billboard)   | 36              |
| Hoa Kỳ Pop Airplay (Billboard)         | 38              |
| US Rolling Stone Top 100               | 52              |

## Chứng nhận
| Quốc gia | Chứng nhận | Số đơn vị/doanh số chứng nhận |
| --- | ---------- | ----------------------------- |
| Úc (ARIA) | Gold       | 35.000‡                       |
| * Chứng nhận dựa theo doanh số tiêu thụ. ^ Chứng nhận dựa theo doanh số nhập hàng. ‡ Chứng nhận dựa theo doanh số tiêu thụ và phát trực tuyến. |            |                               |

## Lịch sử phát hành
| Quốc gia       | Ngày                      | Định dạng                  | Phiên bản         | Hãng đĩa  | Ref.   |
| -------------- | ------------------------- | -------------------------- | ----------------- | --------- | ------ |
| Nhiều quốc gia | Ngày 9 tháng 8 năm 2019   | Digital download streaming | Nguyên bản        | Capitol   | [ 31 ] |
| Úc             | Ngày 9 tháng 8 năm 2019   | Đài phát thanh             | Nguyên bản        | Capitol   |        |
| Vương quốc Anh | Ngày 16 tháng 8 năm 2019  | Đài phát thanh             | Nguyên bản        | Universal |        |
| Hoa Kỳ         | Ngày 20 tháng 8 năm 2019  | Đài phát thanh             | Nguyên bản        | Capitol   | [ 32 ] |
| Hoa Kỳ         | Ngày 26 tháng 8 năm 2019  | Adult                      | Nguyên bản        | Capitol   | [ 33 ] |
| Vương quốc Anh | Ngày 7 tháng 9 năm 2019   | Adult                      | Nguyên bản        | Universal |        |
| Ý              | Ngày 13 tháng 9 năm 2019  | Đài phát thanh             | Nguyên bản        | Universal | [ 34 ] |
| Nhiều quốc gia | Ngày 11 tháng 10 năm 2019 | Digital download streaming | Lost Kings Remix  | Capitol   | [ 5 ]  |
| Nhiều quốc gia | Ngày 11 tháng 10 năm 2019 | Digital download streaming | Sofi Tukker Remix | Capitol   | [ 6 ]  |
| Nhiều quốc gia | Ngày 11 tháng 10 năm 2019 | Digital download streaming | White Panda Remix | Capitol   | [ 7 ]  |
| Hoa Kỳ         | Ngày 29 tháng 11 năm 2019 | Vinyl 12 inch              | Nguyên bản        | Capitol   | [ 35 ] |